# Culicoides unetensis
Culicoides unetensis är en tvåvingeart som beskrevs av Perruolo 2001. Culicoides unetensis ingår i släktet Culicoides och familjen svidknott.
Artens utbredningsområde är Venezuela. Inga underarter finns listade i Catalogue of Life.